# Pseudopalmula
Pseudopalmula es un género de foraminífero bentónico de la subfamilia Pseudopalmulinae, de la familia Semitextulariidae, de la superfamilia Palaeotextularioidea, del suborden Fusulinina y del orden Fusulinida. Su especie tipo es Pseudopalmula palmuloides. Su rango cronoestratigráfico abarca desde el Couviniense hasta el Frasniense (Devónico).

## Discusión
Clasificaciones más recientes incluyen Pseudopalmula en la superfamilia Semitextularioidea, del suborden Earlandiina, del orden Earlandiida, de la subclase Afusulinana y de la clase Fusulinata.

## Clasificación
Pseudopalmula incluye a las siguientes especies:
- Pseudopalmula extremitata †
- Pseudopalmula fragaria †
- Pseudopalmula gyrinopsis †
- Pseudopalmula ovata †
- Pseudopalmula palmuloides †
- Pseudopalmula polonica †
- Pseudopalmula scheda †
- Pseudopalmula variocellata †